# World Grand Prix (snooker)
Il World Grand Prix è un torneo professionistico di snooker, valido per il Ranking, che si è disputato tra il 2015 e il 2016 a Llandudno, in Galles, tra il 2017 e il 2018 a Preston, tra il 2019 e l'edizione 2020 (2019-2020) a Cheltenham, nell'edizione 2020 (2020-2021) a Milton Keynes e nel 2021 a Coventry, in Inghilterra.

## Regolamento
Per partecipare i giocatori devono essere classificati tra i primi 32 nella classifica che comprende solo i punti accumulati dal primo torneo della stagione a quello che precede questo senza considerare i Non-Ranking.

## Storia
La prima edizione si svolge a Llandudno in Galles come torneo Non-Ranking con Judd Trump che vince 10-7 contro Ronnie O'Sullivan. Nel 2016 il torneo diventa valevole per la classifica.
Nel 2017 e nel 2018 il torneo si sposta a Preston in Inghilterra. Vincono rispettivamente Barry Hawkins e O'Sullivan.
Nel 2019 il torneo trova sede a Cheltenham e Trump ottiene il suo secondo successo contro Ali Carter. Nel 2020 Neil Robertson diventa il primo non britannico a vincere questo torneo.

## Albo d'oro
| Edizione | Vincitore         | Finalista         | Risultato | Stagione  | Città         | Impianto                        | Tipologia   | Note   |
| -------- | ----------------- | ----------------- | --------- | --------- | ------------- | ------------------------------- | ----------- | ------ |
| 2015     | Judd Trump        | Ronnie O'Sullivan | 10 - 7    | 2014-2015 | Llandudno     | Venue Cymru                     | Non-Ranking | [ 7 ]  |
| 2016     | Shaun Murphy      | Stuart Bingham    | 10 - 9    | 2015-2016 | Llandudno     | Venue Cymru                     | Ranking     | [ 8 ]  |
| 2017     | Barry Hawkins     | Ryan Day          | 10 - 7    | 2016-2017 | Preston       | Preston Guild Hall              | Ranking     | [ 4 ]  |
| 2018     | Ronnie O'Sullivan | Ding Junhui       | 10 - 3    | 2017-2018 | Preston       | Preston Guild Hall              | Ranking     | [ 5 ]  |
| 2019     | Judd Trump        | Ali Carter        | 10 - 6    | 2018-2019 | Cheltenham    | The Centaur                     | Ranking     | [ 6 ]  |
| 2020 (1) | Neil Robertson    | Graeme Dott       | 10 - 8    | 2019-2020 | Cheltenham    | The Centaur                     | Ranking     | [ 9 ]  |
| 2020 (2) | Judd Trump        | Jack Lisowski     | 10 - 7    | 2020-2021 | Milton Keynes | Marshall Arena                  | Ranking     | [ 10 ] |
| 2021     | Ronnie O'Sullivan | Neil Robertson    | 10 - 8    | 2021-2022 | Coventry      | Coventry Building Society Arena | Ranking     | [ 11 ] |
| 2023     | Mark Allen        | Judd Trump        | 10 - 9    | 2022-2023 | Cheltenham    | The Centaur                     | Ranking     |        |

## Statistiche

### Finalisti
| Giocatore         | Vittorie | Finali perse | Totale |
| ----------------- | -------- | ------------ | ------ |
| Judd Trump        | 3        | 1            | 4      |
| Ronnie O'Sullivan | 2        | 1            | 3      |
| Neil Robertson    | 1        | 1            | 2      |
| Shaun Murphy      | 1        | 0            | 1      |
| Barry Hawkins     | 1        | 0            | 1      |
| Mark Allen        | 1        | 0            | 1      |
| Stuart Bingham    | 0        | 1            | 1      |
| Ryan Day          | 0        | 1            | 1      |
| Ding Junhui       | 0        | 1            | 1      |
| Ali Carter        | 0        | 1            | 1      |
| Graeme Dott       | 0        | 1            | 1      |
| Jack Lisowski     | 0        | 1            | 1      |

### Finalisti per nazione
| Nazione     | Vittorie | Finali perse | Totale |
| ----------- | -------- | ------------ | ------ |
| Inghilterra | 8        | 5            | 13     |
| Australia   | 1        | 1            | 2      |
| Galles      | 0        | 1            | 1      |
| Cina        | 0        | 1            | 1      |
| Scozia      | 0        | 1            | 1      |

- Vincitore più giovane: Judd Trump (26 anni, 2015)
- Vincitore più anziano: Ronnie O'Sullivan (46 anni, 2021)

### Century break
| Edizione | Century break | Miglior break         |
| -------- | ------------- | --------------------- |
| 2015     | 17            | Judd Trump (142)      |
| 2016     | 15            | Joe Perry (133)       |
| 2017     | 25            | Judd Trump (145)      |
| 2018     | 26            | Mark Joyce (140)      |
| 2019     | 25            | Barry Hawkins (143)   |
| 2020 (1) | 33            | Neil Robertson (142)  |
| 2020 (2) | 38            | Mark Selby (143)      |
| 2021     | 23            | Stephen Maguire (139) |

### Montepremi
| Edizione | Montepremi |
| -------- | ---------- |
| 2015     | £300000    |
| 2016     | £300000    |
| 2017     | £375000    |
| 2018     | £375000    |
| 2019     | £375000    |
| 2020 (1) | £380000    |
| 2020 (2) | £380000    |
| 2021     | £380000    |

### Sponsor
| Edizione | Sponsor        |
| -------- | -------------- |
| 2015     | 888.com        |
| 2016     | Ladbrokes      |
| 2017     | Ladbrokes      |
| 2018     | Ladbrokes      |
| 2019     | Coral          |
| 2020 (1) | Coral          |
| 2020 (2) | Matchroom.live |
| 2021     | Cazoo          |